# Aedes carteri
Aedes carteri är en tvåvingeart som beskrevs av Edwards 1936. Aedes carteri ingår i släktet Aedes och familjen stickmyggor. Inga underarter finns listade i Catalogue of Life.